# Chamaedorea rossteniorum
Chamaedorea rossteniorum är en enhjärtbladig växtart som beskrevs av Hodel, G.Herrera och Casc. Chamaedorea rossteniorum ingår i släktet Chamaedorea och familjen Arecaceae. Inga underarter finns listade i Catalogue of Life.